# Dictenidia rhadinoclada
Dictenidia rhadinoclada är en tvåvingeart som först beskrevs av Alexander 1970.  Dictenidia rhadinoclada ingår i släktet Dictenidia och familjen storharkrankar. Inga underarter finns listade i Catalogue of Life.